# لنتیگو

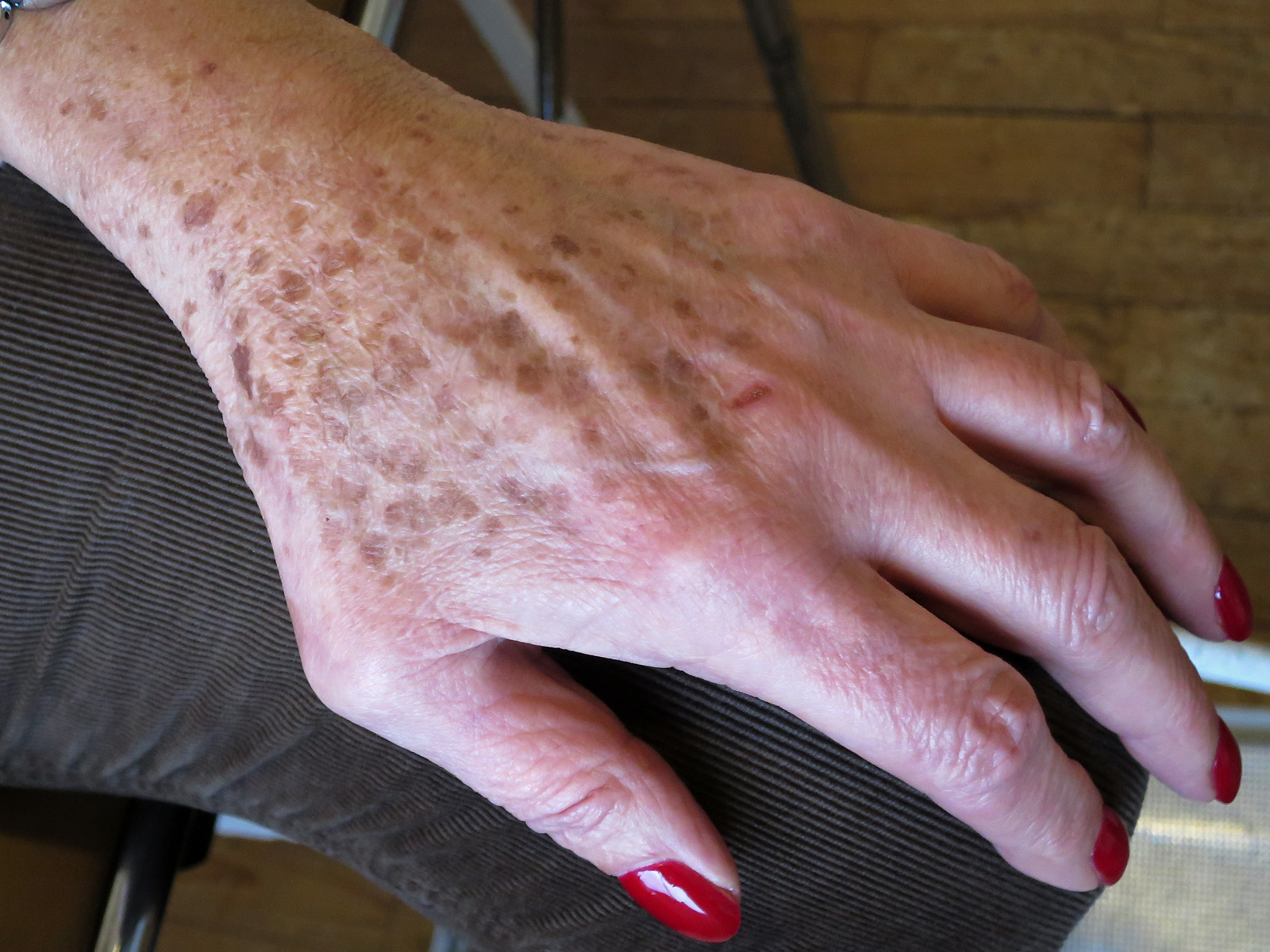
لنتیگوی وابسته به سن

لنتیگو ( ‎/lɛnˈtaɪɡoʊ/‎ ) (جمع، ‎/lɛnˈtɪdʒɪniːz/‎ ) یک نقطه رنگدانۀ کوچک با لبه کاملاً مشخص بر روی پوست است که با پوست معمولی احاطه شده است. این بیماری یک هیپرپلازی ملانوسیت خوش‌خیم  است که به صورت خطی پیشرفت می‌کند. این بدان معنی است که هیپرپلازی ملانوسیت‌ها به لایۀ سلولی بالای غشای پایه اپیدرم محدود می‌شود. این برعکس "لانۀ" ملانوسیت‌های چند لایه‌ای است که در خالها ( خالهای ملانوسیتی) یافت می‌شوند. به دلیل همین مشخصه،  برای توصیف سایر ضایعات پوستی هم که به طور مشابه به صورت خطی در لایۀ سلول بازال تکثیر می‌شوند از صفت "lentiginous" استفاده می‌ِشود.  

## تشخیص
بیماری‌هایی که نوعی لنتیگو محسوب می‌شوند عبارتند از: 
- لنتیگو سیمپلکس
- سولار لنتیگو (لکه‌های کبدی)
- لنتیگوهای PUVA
- لنتیگو لکۀ جوهر
- سندرم لئوپارد
- لنتیگوهای مخاطی
- سندرم لنتیگوهای چندگانه
- سندرم مویناهان
- لنتیژینوز جنرالیزه
- لنتیژینوز مرکز صورت
- توده کارنی
- لنتیژینوز با الگوی ارثی در افراد سیاه پوست
- لنتیژینوز یک طرفۀ موضعی
- سندرم پوتز-جگرز
- لنتیگو بدخیم
- لنتیگوی ملانوم بدخیم
- ملانوم لنتیژنوز آکرال

### تشخیص‌های افتراقی
لنتیگوها  به خاطر میزان تکثیر ملانوسیت‌ها از کک و مک(افلیس)متمایز می‌شوند. کک و مک دارای تعداد نسبتاً نرمالی از ملانوسیت است اما مقدار ملانین آن بیشتر شده است. در لنتیگو تعداد ملانوسیت‌ها بیشتر است. با قرار گرفتن در معرض نور خورشید تعداد کک و مک ها و تیرگی آنها افزایش می‌یابد، در حالی که لنتیگوها در معرض نور خورشید هم که قرار بگیرند رنگ ثابتی دارند.

## درمان
لنتیگوها خوش‌خیم هستند، با این حال ممکن است فرد بخواهد برخی از آنها را بخاطر زیبایی بردارد یا درمان کند. در این صورت می توان آنها را با جراحی برداشت،  یا با استفاده از مواد بی رنگ‌کننده موضعی روشن کرد. به نظر می‌رسد برخی از مواد رایج کاهش‌دهندۀ رنگ، مانند آزلائیک اسید و کوژیک اسید ناکارآمد باشند، اما سایر مواد شاید مناسب باشند (۴٪ هیدروکینون،  ۵٪ سیستیمین موضعی،  ۱۰٪ اسید اسکوربیک موضعی  ). 

## همچنین ببینید
- کک مک
- فهرست بیماری‌های پوستی
- خال
- بیماری پوستی
- ضایعه پوستی